# Верх-Шестая
Верх-Шестая — деревня в Большесосновском районе Пермского края. Входит в состав Полозовского сельского поселения.

## Географическое положение
Расположена в юго-восточной части района, примерно в 4,5 км к юго-востоку от села Бердышево.

## Население
| 2010 |
| ---- |
| 27   |

## Улицы
- Заречная ул.
- Талые Ключи ул.

## Топографические карты
- Лист карты O-40-98 Елово. Масштаб: 1 : 100 000. Состояние местности на 1983 год. Издание 1984 г.